# サルムソン＝モアノ S.M.1
サルムソン＝モアノ S.M.1（Salmson-Moineau S.M.1）は、第一次世界大戦中に生産されたフランスの三座の長距離偵察機である。もともと自動車メーカーで、当時、航空機の設計の経験のなかったサルムソンのために、ブレゲーで働いたことのあるルネ・モアノが設計した。
防御武装を有する三座の長距離偵察機を求めるフランス軍の要求仕様A3に基づいて1915年から開発が始まった。通常の設計と異なり、液冷のSalmson 9A エンジン1基を胴体内に置いて、ギアとドライブシャフトで複葉の翼間の2つのプロペラを駆動した。エンジンナセルを持つ双発機より空気抵抗が小さく、前方や後方にプロペラがないのでパイロットの前後に搭乗する銃士（観測士）の射撃に有利だと考えられた。回転支持された37mmのカノン砲の装着も計画されたが、実用機では7.7mm機銃が装備された。翼間の支柱で角断面の胴体が支えられ、前方に転倒防止車輪をつけた主脚と尾ソリが装備された。
1916年始めからテスト飛行が行われ、性能はソッピースの1½ Strutterよりも劣っていたが、100機の注文を受けた。運用が始まると主脚の故障により事故が続発し、複雑な動力伝達機構は現場での運用が困難であり、性能も劣悪であった。合計で155機が製作されたが1917年には大部分が運用を止めた。1機が機首にエンジンを追加し、機首のプロペラを駆動するように改造されてS.M.2とされたが、冷却の問題でよい結果は得られなかった。何機かのS.M.1がロシアに供与されたが、ロシアでも歓迎されなかった。

## 要目（S.M.1)
- 乗員: 3名
- 全長: 10.00 m
- 全巾; 17.47 m
- 全高: 3.80 m
- 空虚重量: 1550 kg
- エンジン: Salmson 9
- 出力 150 hp
- 武装 7.7mm 機銃×2

- 最大速度: 135 km/h